# Sent Sarnin de las Vòlps
Sent Sarnin las Volps (en francès Saint-Sornin-Lavolps) és un municipi francès situat al departament de la Corresa i a la regió de la Nova Aquitània.

## Demografia
| 1962                                       | 1968 | 1975 | 1982 | 1990 | 1999 | 2007 |
| ------------------------------------------ | ---- | ---- | ---- | ---- | ---- | ---- |
| 850                                        | 850  | 935  | 940  | 946  | 956  | 928  |
| Des de 1962: població sense dobles comptes |      |      |      |      |      |      |

## Administració
| Període | Identitat         | Partit |
| ------- | ----------------- | ------ |
| 2001-   | Daniel Peyramaure |        |